# Otto Modersohn

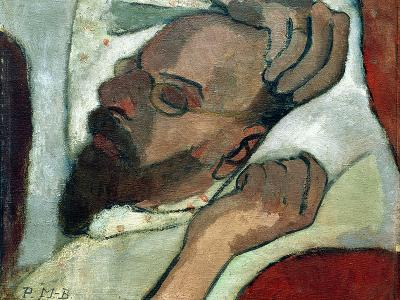
Retrato de Otto Modersohn, pintado por Paula Modersohn-Becker.

Friedrich Wilhelm Otto Modersohn (Soest, 22 de febrero de 1865 - Rottemburgo del Néckar, 10 de marzo de 1943), conocido como Otto Modersohn, fue un pintor paisajista alemán y marido de la también pintora Paula Modersohn-Becker.

## Biografía
Modersohn comenzó sus estudios en 1884 en la Academia de las Bellas artes de Düsseldorf, antes de irse a Karlsruhe en 1888. En julio de 1889, junto con Fritz Mackensen y Hans am Ende, fundan la colonia de artistas de Worpswede (Künstlerkolonie).
Se casó en 1897 con Helene Schröder, que le dio una hija en 1898 (Elsbeth, que vivió hasta 1984), falleciendo dos años después. Volvió a casarse en 1901 con la pintora Paula Modersohn-Becker. Después de una ruptura momentánea, la pareja se reinstaló en Worpswede en 1907, donde ese mismo año Paula murió de sobreparto, tras dar a luz a Matilde.
Modersohn se trasladó luego a la ciudad vecina de Fischerhude, donde se casó por tercera vez en 1909, esta vez con Louise Breling, con la cual tuvo dos hijos, el primero Ulrich, nacido en 1913, y Christian, en 1916.

## Obra
Otto Modersohn asimiló parte de la filosofía de la Escuela de Barbizon, que reflejaría en su obra inicial en Worpswede, evolucionando luego hacia el expresionismo. Autor de sencillos bodegones y paisajes, tanto su persona como su obra se vería eclipsada por la figura de su segunda esposa Paula M.-Becker.